# Щербак Галина Йосипівна
Галина Йосипівна Щербак (до шлюбу Піряник; 3 грудня 1930, Київ — 23 лютого 2022, там само) — українська вчена у галузі зоології, акаролог, професор (1986), доктор біологічних наук (1980), лауреат Державної премії СРСР (1980), завідувачка кафедри зоології Київського університету протягом 1981—1991 років.

## Біографія
Народилась 3 грудня 1930 року у Києві.
У 1954 році закінчила з відзнакою кафедру зоології безхребетних біологічного факультету Київського університету і відразу там само вступила до аспірантури. Її науковим керівником був відомий вчений-зоолог О. П. Маркевич. Після закінчення аспірантури у 1957—1962 роках працювала у лабораторії арахноентомології Київського університету в Канівському заповіднику, якою керував відомий ентомолог О. П. Кришталь. 1959 року захистила кандидатську дисертацію на тему «Гамазові кліщі мишоподібних гризунів Лісостепу України».
Протягом 1962—1968 років працювала у Президії АН УРСР.
З 1968 року — заступник директора з наукової роботи Інституту зоології АН УРСР. 1980 року захистила докторську дисертацію на тему «Кліщі родини Rhodacaridae Палеарктики».
1981 року була запрошена очолити кафедру зоології безхребетних Київського університету. З 1985 року очолювала об'єднану кафедру зоології. На цій посаді перебувала до 1991 року, після чого працювала професором кафедри зоології. У 1995—1997 роках разом з колегами по кафедрі опублікувала тритомний посібник «Зоологія безхребетних».
Чоловік — зоолог Микола Щербак (1927—1998).
Померла на 92-му році життя 23 лютого 2022 року. Похована на Байковому кладовищі разом із чоловіком (ділянка № 52, 50°25′19.02″ пн. ш. 30°30′22.26″ сх. д. / 50.4219500° пн. ш. 30.5061833° сх. д.).

## Деякі найважливіші праці

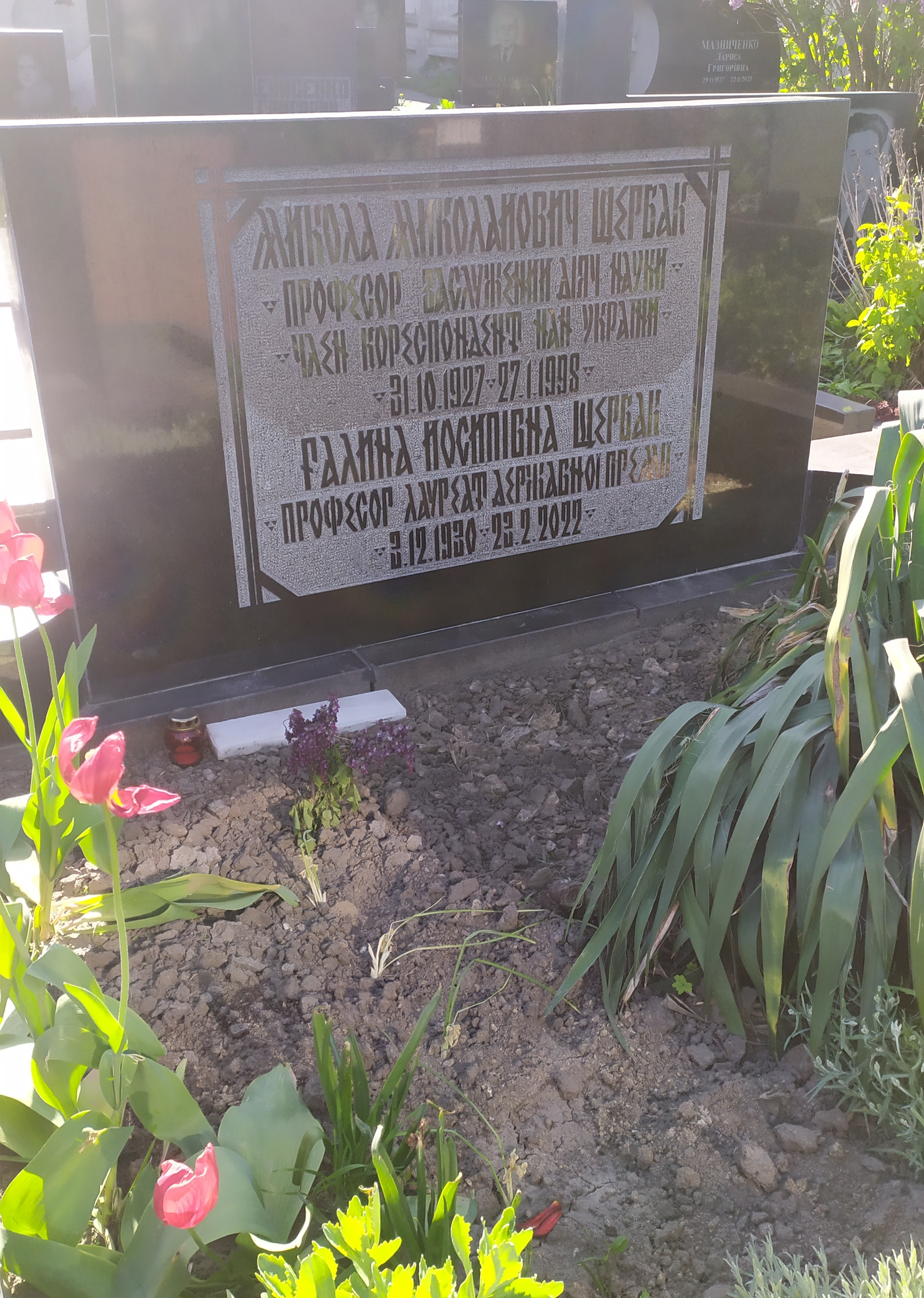
Могила Галини Щербак та її чоловіка, Байкове кладовище

### Монографії
- Пиряник Г. И. Гамазовые клещи мышевидных грызунов лесостепи Украины [Архівовано 9 квітня 2022 у Wayback Machine.]. — Киев: Издательство Киевского университета, 1962. — 175 с.
- Определитель обитающих в почве клещей Mesostigmata [Архівовано 24 лютого 2022 у Wayback Machine.]. — Ленинград: Наука, 1977. — 718 с. [у складі колективу авторів]
- Щербак Г. И. Клещи семейства Rhodacaridae фауны Палеарктики [Архівовано 24 лютого 2022 у Wayback Machine.]. — Киев: Наукова думка, 1980. — 217 с.

### Підручники
- Зоологія безхребетних / Г. Й. Щербак, Д. Б. Царичкова, Ю. Г. Вервес. — Книга 1 [Архівовано 9 вересня 2021 у Wayback Machine.], книга 2 [Архівовано 10 вересня 2021 у Wayback Machine.], книга 3 [Архівовано 11 вересня 2021 у Wayback Machine.]. — Київ: Либідь, 1995, 1996, 1997. — 320 с., 320 с., 352 с.
- Зоологія безхребетних / Г. Й. Щербак, Д. Б. Царічкова. — Друге видання. — Київ: Київський університет, 2008. — 620 с.

### Статті
- Пиряник Г. И., Акимов И. А. Гамазовые клещи птиц и их гнезд в Украинской ССР // Зоологический журнал — 1964. — 43 (5). — С. 671—679.
- Щербак Г. И. К изучению андролеляпса Караваева — Androlaelaps karawaiewi Berlese, 1903 (Parasitiformes, Gamasoidea) [Архівовано 24 лютого 2022 у Wayback Machine.] // Вестник зоологии. — 1969. — № 6. — С. 79-82.
- Щербак Г. И. Новый вид гамазид рода гипоаспис — Hypoaspis canestrini (Acarina, Gamasoidea) [Архівовано 24 лютого 2022 у Wayback Machine.] // Вестник зоологии. — 1971. — № 5. — С. 76-79.
- Щербак Г. И. Нові для фауни СРСР види гамазових кліщів роду Hypoaspis Can. (Parasitiformes, Gamasoidea) // Збірник праць Зоологічного музею. — 1971 — № 34 — С. 20-30.
- Вайнштейн Б. А., Щербак Г. И. Новые для фауны УССР виды гамазид рода Amblyseius Berlese, 1904 (Parasitiformes, Phytoseiidae) [Архівовано 24 лютого 2022 у Wayback Machine.] // Вестник зоологии. — 1972. — № 6. — С. 35-44.
- Щербак Г. И., Фурман О. К. К изучению клещей семейства Rhodacaridae Oudemans, 1902 фауны УССР. Сообщение I [Архівовано 24 лютого 2022 у Wayback Machine.] // Вестник зоологии. — 1975. — № 1. — С. 45-51.
- Щербак Г. И. Новый род клещей семейства Rhodacaridae (Parasitiformes, Gamasoidea) // Доповіді АН УРСР. Серія Б. — 1976. — № 10. — С. 953—955.
- Щербак Г. И. К изучению клещей рода Protogamasellus Karg, 1962 (Gamasoidea, Rhodacaridae) [Архівовано 24 лютого 2022 у Wayback Machine.] // Вестник зоологии. — 1976. — № 5. — С. 81-83.
- Щербак Г. И. Систематическое положение некоторых видов клещей рода Rhodacarus Oudemans, 1902 (Parasitiformes, Gamasoidea) [Архівовано 24 лютого 2022 у Wayback Machine.] // Вестник зоологии. — 1977. — № 1. — С. 74-80.
- Щербак Г. И., Челябиев К. А. Новый вид гамазового клеща из Казахстана (Gamasoidea, Rhodacaridae, Dendrolaelaps) // Доповіді АН УРСР. Серія Б. — 1977. — № 5. — c. 471—473.
- Щербак Г. И., Гомелаури Л. А. Материалы к фауне клещей семейства Rhodacaridae (Parasitiformes, Gamasoidea) Грузии // Сообщения АН Грузинской ССР. — 1977. — 88 (1). — С. 209—212.
- Щербак Г. И. Новый вид рода Dendrolaelaps Halbert, 1915 (Parasitiformes, Gamasoidea) // Доповіді АН УРСР. Серія Б. — 1978. — № 7. — С. 665—667.
- Щербак Г. И. Новые виды клещей рода Dendrolaelaps (Gamasoidea, Rhodacaridae) // Зоологический журнал. — 1978. — № 57 (9). — С. 1434—1438.
- Щербак Г. И., Кадите Б. А. Новый вид клеща рода Rhodacarus (Gamasoidea, Rhodacaridae) [Архівовано 24 лютого 2022 у Wayback Machine.] // Вестник зоологии. — 1979. — № 3. — С. 84-86.
- Щербак Г. И. О постэмбриональном развитии клещей семейства Rhodacaridae Oudemans, 1902 [Архівовано 24 лютого 2022 у Wayback Machine.] // Вестник зоологии. — 1982. — № 1. — С. 61-69.
- Щербак Г. И. Находка дендролеляпса с разделенным карапаксом (Rhodacaridae, Gamasina) // Доповіді АН УРСР. Серія Б. — 1982, — № 3. — С. 73-75.
- Щербак Г. И. Таксономические признаки и пути эволюции клещей подсемейства Dendrolaelapinae // Доповіді АН УРСР. Серія Б. — 1982. — № 4. — С. 77—81.
- Щербак Г. И. Особенности фауны гамазовых клещей гнезд береговой ласточки [Архівовано 24 лютого 2022 у Wayback Machine.] // Вестник зоологии. — 1983. — № 1. — С. 49-52.
- Щербак Г. И., Скляр В. Е. Новый вид рода Dendrolaelaspis (Gamasina, Rhodacaridae) с Украины [Архівовано 24 лютого 2022 у Wayback Machine.] // Вестник зоологии. — 1983. — № 5. — С. 77-81.
- Щербак Г. И. Таксономический статус и характерные признаки дендролелясписов // Доповіді АН УРСР. Серія Б. — 1983. — № 12. — С. 72—75.
- Щербак Г. И. Описание Dendrolaelaps moserisimilis sp. n. с дополнением диагноза D. moseri (Parasitiformes, Rhodacaridae) [Архівовано 24 лютого 2022 у Wayback Machine.] // Вестник зоологии. — 1984. — № 5. — С. 35-43.
- Щербак Г. И. К изучению дендролеляпин Северной Америки (Multidendrolaelaps, Rhodacaridae, Gamasina) [Архівовано 24 лютого 2022 у Wayback Machine.] // Вестник зоологии. — 1985. — № 5. — С. 25-36.
- Щербак Г. И., Дмитрук Н. А. Существует ли вид Dendrolaelaps quadrisetoides (Garnasina, Rhodacaridae) [Архівовано 24 лютого 2022 у Wayback Machine.] // Вестник зоологии. — 1989. — № 2. — С. 24-29.